# Duopólium
A duopólium egy olyan piaci forma elnevezése, amelyre pontosan két eladó jellemző. Úgy is fogalmazhatunk, hogy a duopólium az oligopol piacok legegyszerűbb változata. Egyszerűsége folytán gyakran jelenik meg mikroökonómiai, piacelméleti modellekben.

## Duopóliummodellek
A piacelméletben leggyakrabban használt, legalapvetőbb duopóliummodellek a következők:
- Cournot-duopólium, amelynél az eladók egymás döntésének ismerete nélkül (stratégiailag szimultán módon) hozzák meg az általuk kínált jószág mennyiségére vonatkozó döntésüket, az ár meghatározását pedig a piaci folyamatokra bízzák;
- Stackelberg-duopólium, avagy vezérlő-követő modell amelyre szintén a mennyiségi döntés jellemző, de a döntéshozás szekvenciális. A követő vállalat a második időszakban már ismeri a vezérlő döntését és ennek függvényében határozza meg saját kibocsátását (fordítva viszont ez nem teljesül);
- Bertrand-duopólium, amelynél az eladók a Cournot-duopóliumhoz hasonlóan egyszerre hoznak döntést, de az árra, és nem a mennyiségre vonatkozóan;
- kartell, amelynél az eladók – ellentétben az előző három modellel – együttműködnek együttes profitjuk maximalizálása érdekében, így tehát ez egy kooperatív modell.

Ezek a duopóliumformák a játékelmélet eszközeivel is modellezhetők.

## Duopólium a politikában
Számos ország politikai életére a kétpártrendszer jellemző, amit egy speciális duopol piacnak is tekinthetünk. Bár ez a forma leginkább az angolszász államokban (például Nagy-Britannia, Amerikai Egyesült Államok, Kanada, Ausztrália) terjedt el.